# A Csodálatos Digitális Cirkusz
A Csodálatos Digitális Cirkusz (eredeti cím: The Amazing Digital Circus) egy független animációs websorozat, amelyet Cooper Smith Goodwin (Gooseworx) készitette, a Glitch Productions produkciójábol.
Gooseworx a sorozatot a Glitch-nek dobta fel, amelyet az 1990-es évek CGI-jai és a Szája sincsen, úgy üvölt című novella ihletett.
A sorozatot 2023. október 13-án mutatták be a Glitch Productions YouTube-csatornáján. Animációiért, sötét humoráért és karaktereiért kritikai elismerést kapott, és egy hónap alatt több mint 100 millió megtekintést ért el, megelőzve a Voltvalaki Hotel pilotját, mint a platform legnézettebb független animációs pilotja. A pilotot Annie-díjra is jelölték.
2023. december 21-én jelent meg az első részhez a magyar szinkron. 2024. október 5-én a Netflixen is elérhető lett.

## Cselekmény
A csodálatos digitális cirkusz egy embercsoportot követ (Pomni, Jax, Ragatha, Gangle, Kinger és Zooble), akik csapdába estek a névadó virtuális valóság cirkusz játékban, ahol követniük kell a porondmester, Caine, egy mesterséges intelligencia utasításait.

## Szereplők

### Főszereplők
| Szereplő | Eredeti hang         | Magyar hang       | Leírás |
| -------- | -------------------- | ----------------- | --- |
| Pomni    | Lizzie Freeman       | Horváth Nikoletta | Egy cinikus, de együttérző nő, aki a legutóbbi ember, aki a cirkusz csapdájába esett. Játékbeli avatárja egy udvari bolond. |
| Caine    | Alex Rochon          | Gargya Márk       | A cirkusz jószándékú, ám instabill AI porondmestere, akinek fogsor van a fején. |
| Jax      | Michael Kovach       | Kovács Bálint     | Egy pajkos férfi, aki szereti megtréfálni és terrorizálni a többi szereplőt. Az avatárja egy magas, lila, humanoid nyúl. |
| Ragatha  | Amanda Hufford       | Ortan Vivienne    | Egy kedves nőstény, aki igyekszik optimistán viszonyulni a helyzetéhez. Avatárja egy rongybaba. |
| Gangle   | Marissa Lenti        | Hack Nikolett     | Egy depresszióban és alacsony önbecsülésben szenvedő nő. Avatárja szalagokból és felcserélhető komédia és tragédia maszkokból áll, amelyek az aktuális hangulatát jelképezik, a komédia maszkja gyakran eltörik.                                      |
| Bubi     | Cooper Smith Goodwin | Hack Nikolett     | Caine AI szappanbuborék asszisztense. |
| Kinger   | Sean Chiplock        | Péteri András     | Egy barátságos, de mentálisan instabil és különc férfi, aki régebb óta van a cirkuszban, mint a többi ember. Emiatt paranoiás és feledékeny, de a sötét helyeken tisztánlátóvá válik. Az avatárja egy királyi sakkfigura, aki királyi palástot visel. |
| Zooble   | Ashley Nichols       | Dömötör Naomi     | Egy ingerlékeny személy, aki nem érdekli Caine kalandjai. Avatárja mix-and-match kockákbol áll, amelyeket Zooble az epizódok között mással cserélli le, mivel nem elégedett az új testével.                                                           |

### Vendég szereplők
| Szereplő             | Eredeti hang                    | Magyar hang          |
| -------------------- | ------------------------------- | -------------------- |
| Gloink királynő      | Elsie Lovelock                  | Dömötör Naomi        |
| Hold                 | Cooper Smith Goodwin            | Somorjai Anna        |
| Nap                  | Payton Goodwin                  | Molnár Kinga         |
| Loolilalu hercegnő   | Vera Tan                        | Kereki Anna          |
| Gumikrokk            | Jack Hawkins                    | Schmied Zoltán       |
| Chad                 | Jack Hawkins                    | Takáts Máté          |
| Max                  | Hamish Plaggemars               | Kovács Balázs        |
| Krémes szörny        | Lyle Rath                       | Háda János           |
| Bábu                 | Lyle Rath                       | Debreceni Péter      |
| Theodore Mildenhall  | Tim Alexander                   | Juhász Zoltán        |
| Martha Mildenhall    | Marissa Lenti                   | Nemes Takách Kata    |
| Szlemi               | WizardzWiz                      | Fekete Zoltán        |
| A Lény               | Payton Goodwin                  | Eredeti hang         |
| Gömbúr               | Benjamin Davis                  | Eredeti hang         |
| Eltűnő Fickó         | Katawut Hongthong               | Lánczos Pál Gergely  |
| A Gonosz Nagy Sátrak | Lizzie Freeman (Gonosz Pomni)   | Horváth Nikoletta    |
| A Gonosz Nagy Sátrak | Amanda Hufford (Gonosz Ragatha) | Ortan Vivienne       |
| A Gonosz Nagy Sátrak | Sean Chiplock (Diktátorer edző) | Péteri András        |
| A Gonosz Nagy Sátrak | Michael Kovach ("Gonosz" Jax)   | Kovács Bálint        |
| A Gonosz Nagy Sátrak | Benjamin Davis (Gonosz Gömbúr)  | Gargya Márk          |
| A Gonosz Nagy Sátrak | Ashley Nichols (Bazooble)       | Dömötör Naomi        |
| Béni                 | Chris O'Neill                   | Németh Attila István |
| Bizottsági tagok     | Phil Mendoza                    | Rozsnyói Márk        |
| Bizottsági tagok     | Payton Goodwin                  | Bérces Gabriella     |

### Magyar változat
- Szinkronrendező és Gyártásvezető: Dömötör Naomi
- Hangmérnök és Vágó: Gargya Márk
- Magyar szöveg: Dömötör Naomi és Gargya Márk
- Dalszöveg: Gargya Márk

A szinkront a Pink Sunset Studio készítette.

## Epizódlista

### 1. évad (2023-)
| #  | #  | Eredeti cím                     | Magyar cím                                                      | Képes forgatókönyv (Storyboard)     | Eredeti premier     | Magyar premier      | Magyar premier     |
| #  | #  | Eredeti cím                     | Magyar cím                                                      | Képes forgatókönyv (Storyboard)     | Eredeti premier     | Glitch              | Netflix            |
| -- | -- | ------------------------------- | --------------------------------------------------------------- | ----------------------------------- | ------------------- | ------------------- | ------------------ |
| 1. | 1. | Pilot                           | Pilot (Glitch) Bevezető (Netflix)                               | Robin French és Neda Lay            | 2023. október 13.   | 2023. december 21.  | 2024. október 5.   |
| 2. | 2. | Candy Carrier Chaos!            | Cukor Kamion Káosz!                                             | Robin French és Neda Lay            | 2024. május 3.      | 2024. május 4.      | 2024. október 5.   |
| 3. | 3. | The Mystery of Mildenhall Manor | Rejtély a Mildenhall-kastélyban                                 | Robin French és Neda Lay            | 2024. október 4.    | 2024. október 5.    | 2024. október 5.   |
| 4. | 4. | Fast Food Masquerade            | Gyorséttermi Maszkabál (Glitch) Gyorséttermi beépülés (Netflix) | Robin French, Neda Lay, és AD Taeza | 2024. december 13.  | 2024. december 14.  | 2024. december 14. |
| 5. | 5. | Untitled                        | Névtelen                                                        | Robin French, Neda Lay, és AD Taeza | 2025. június 20.    | 2025. június 21.    | TBA                |
| 6. | 6. | They All Get Guns               | Fegyvert mindenkinek!                                           | Robin French, Neda Lay, és AD Taeza | 2025. augusztus 15. | 2025. augusztus 16. | TBA                |